# Laurence L. Bongie
Laurence L. (Larry) Bongie est un professeur canadien, spécialisé dans l’étude du XVIIIe siècle.

## Biographie
Né à Turtleford (Saskatchewan, Canada) le 15 décembre 1929, Larry Bongie a fait ses études à l’Université de la Colombie-Britannique et à l’Université de Paris, où il reçoit son doctorat en 1952. Il a été professeur à l’Université de la Colombie-Britannique de 1953 à sa retraite en 1992, quand il a été fait professeur émérite. Il est mort le 26 décembre 2020 à Salt Spring Island.
Il a publié plusieurs ouvrages sur des penseurs du XVIIIe siècle en France et en Grande-Bretagne. Plusieurs de ses ouvrages ont été traduits en français. 
Dans La Bastille des pauvres diables (trad. 2010), il explore, à partir de nombreux documents inédits, l'histoire lamentable de Charles de Julie. Suivant les péripéties de la vie de ce déclassé, il entraîne le lecteur dans un monde où se « mêlent voyous et policiers, prostituées et maquerelles » ainsi que « des mouches par centaines, chargées d’informer les autorités des remous de l’opinion publique.»
Dans Sade. Un essai biographique (2017), soutenant que « le texte de l'auteur ne peut être aisément séparé de sa vie », Bongie propose une vision assez éloignée du statut quasi-mythique qu'a acquis cet écrivain dans la seconde moitié du XXe siècle, où il était « célébré comme le champion de la liberté, d'une subjectivité authentique et de la démocratie.»

## Publications

### Livres
- From Rogue to Everyman. A Foundling's Journey to the Bastille, Montréal et Kingston, McGill-Queen’s University Press, 2004, xii/444 p.  (ISBN 0-7735-2793-1) Traduction : La Bastille des pauvres diables. L’histoire lamentable de Charles de Julie, Paris, PUPS, coll. « Histoire de l’imprimé. Références », 2010, 443 p. Ill. Traduction de Dominique Baudouin, revue par François Moureau. Préface de François Moureau.  (ISBN 978-2-84050-703-1)
- Sade. A Biographical Essay, Chicago et Londres, The University of Chicago Press, 1998, xii/336 p. Ill.  (ISBN 0-226-06420-4) Traduction : Sade. Un essai biographique, Montréal, Presses de l’Université de Montréal, coll. « Espace littéraire », 2017, 408 p. Ill. Traduction d’Alan MacDonell en collaboration avec Armelle St-Martin. Préface de Benoît Melançon.  (ISBN 978-2-7606-3693-4)
- The Love of a Prince : Bonnie Prince Charlie in France, 1744-1748, Vancouver, University of British Columbia Press, 1986, xii/412 p.  (ISBN 0-7748-0258-8)
- Diderot’s « Femme Savante », Studies on Voltaire and the Eighteenth Century, no 166, 1977, 235 p. Ill.  (ISSN 0435-2866)
- David Hume : Prophet of the Counter-Revolution, Oxford, Clarendon Press, 1965, xvii/182 p. Réédition : Prophet of the Counter-Revolution, Indianapolis, Liberty Fund, 2000 (deuxième édition). With a foreword by Donald W. Livingston.

### Édition critique
- Condillac, Edmond Bonnot de, Les Monades, Studies on Voltaire and the Eighteenth Century, no 187, 1980, 216 p.  (ISSN 0435-2866) Réédition : Grenoble, J. Millon, coll. « Krisis », 1994, 253 p.  (ISBN 2-84137-006-2)

### Articles et chapitres de livres (sélection)
- « Madame de Sade : Reluctant Fellow Traveller», dans John Renwick (sous la dir. de), L’invitation au voyage. Studies in honour of Peter France, Oxford, Voltaire Foundation, 2000.
- « Hume and Skepticism in Late Eighteenth-Century France », dans J. van der Zande et R.H. Popkin (sous la dir. de), The Skeptical Tradition around 1800, The Netherlands, Kluwer Academic Publishers, 1998, p. 15-29.
- « Hume, David », dans Raymond Trousson et Frédéric S. Eigeldinger (sous la dir. de), Dictionnaire de Jean-Jacques Rousseau, Paris, Honoré Champion éditeur, coll. « Dictionnaires & références », no 1, 1996, p. 423-427.  (ISBN 2-85203-604-5)
- « Les nouvelles à la main : la perspective du client », dans François Moureau (sous la dir. de), De bonne main. La communication manuscrite au XVIIIe siècle, Paris et Oxford, Universitas et Voltaire Foundation, coll. « Bibliographica », no 1, 1993, p. 135-142.  (ISBN 2-7400-0014-6)  (ISBN 0-7294-0455-2)
- « La chasse aux abbés, l’abbé de Gua de Malves et la morale diderotienne », Recherches sur Diderot et sur l’Encyclopédie, no 14, avril 1993, p. 6-22.  (ISBN 2-252-02911-0)
- « Retour à Mademoiselle de la Chaux ou Faut-il encore marcher sur des œufs ?», Recherches sur Diderot et sur l’Encyclopédie, no 6, avril 1989, p. 62-104.
- « Condillac's Correspondance. A Correction », Journal of the History of Philosophy, no 18, 1980, p. 75-77.
- « A New Condillac Letter and the Genesis of the Traité des sensations», Journal of the History of Philosophy, no 16, 1978, p. 83-94.
- « Crisis and the Birth of the Voltairian Conte », Modern Language Quarterly, no 33, 1962, p. 53-64.
- « Hume “Philosophe” and Philosopher in Eighteenth-Century France », French Studies, no 15, 1961, p. 213-227.

## Prix et distinctions
- 1985 - Officier dans l’Ordre des Palmes académiques
- 1998 - Membre de la Société royale du Canada
- 2003 - Membre d’honneur de la Société canadienne d’étude du dix-huitième siècle[5]